# تئودور گونزالس د لئون
 تئودور گونزالس د لئون (انگلیسی: Teodoro González de León؛ زادهٔ ۲۹ مهٔ ۱۹۲۶ – درگذشته ۱۶ سپتامبر ۲۰۱۶) یک معمار و نقاش اهل مکزیک بود.